# Balthasar Lydius
Balthasar Lydius (auch Palatinus; * 13. August 1576 in Umstadt; † 20. Januar 1629 in Dordrecht) war ein deutscher reformierter Geistlicher, Theologe und Kirchenhistoriker.

## Leben
Lydius war Sohn des Theologen Martin Lydius. Von diesem erhielt er seinen ersten Unterricht. Anschließend besuchte er die Universitäten von Franeker ab 1596 und Leiden ab 1599 zum Studium der Theologie. Ab 1602 war er zunächst Prediger der geheim in Herzogenbusch lebenden reformierten Gemeinde. Zum 9. Oktober 1602 wurde er als Prediger nach Dordrecht berufen, erhielt dort jedoch erst 1604 eine Anstellung als ordentlicher Prediger. In dieser Position verblieb er bis zu seinem Tod. In Dordrecht entfaltete sich auch seine schriftstellerische Tätigkeit.
Lydius, der schon an der Synode 1607 teilgenommen hatte, eröffnete und schloss die Synode in Dordrecht, die sich von November 1618 bis Mai 1619 zog, mit seinen Predigten. Die Synode beratschlagte die erste niederländische Bibelübersetzung. Im Zuge dieser Synode die kurze Zusammenstellung ihrer Verhandlungen und die Abfassung des katechetischen Lehrbuchs Het cort begrip der christelycke leere, wie auch eine Widerlegung des Petrus Cunaeus. Auch bei den Synoden im Juli/August 1619 und August 1620 war er Teilnehmer.
Der Prediger Jacobus Lydius war sein Sohn.

## Werke (Auswahl)
- Cort Vertael van alle menschelycke insettingen der Roomsche Kercke, Dordrecht 1610.
- Waldensia id est, Conservatio Verae Ecclesiae: Demonstrata Ex confessionibus, cum Taboritarvm, ante CC. fere annos, tum Bohemorvm, circa tempora Reformationis, scriptis. 2 Bände, Berewout, Rotterdam 1616–1617.
- Facula accensa historiae Waldensium. Zijn plan om een uitvoerige geschiedenis van de Waldensen te schrijven is niet uitgevoerd. Ten onrechte meent men, dat hij J.P. Perrin's Histoire des Vaudois et Albigeois, Genua 1618.
- Super loco Mosis de cruentato sponsarum linteo et aliis virginitatis signis. In: Epistolicae quaestiones, Roterdam 1644.
- Geestelyck bruyloftsbancket ofte Meditatien over Cantic, Dordrecht 1648.
- De Lyncuro lapide. In: Epistolicae quaestiones, Rotterdam 1655.